# Louis Moreau
Louis Moreau – francuski szermierz, brązowy medalista igrzysk olimpijskich.
Na igrzyskach olimpijskich w Antwerpii w 1920 roku razem z Gastonem Amsonem, Alexandre'em Lippmannem, Armandem Massardem, Georgesem Trombertem, Georgesem Casanovą i Gustave'em Buchardem zdobył brązowy medal w szpadzie drużynowej. Następnie zajął szóste miejsce w turnieju indywidualnym, wygrywając pięć z jedenastu pojedynków w rundzie finałowej. Były to jego jedyne występy olimpijskie.
Nie zdobył medalu mistrzostw świata. 